# Erica Ash
Erica Chantal Ash, född 19 september 1977 i Florida, död 28 juli 2024 i Los Angeles, var en amerikansk skådespelare, komiker, sångare och fotomodell. Hon är bland annat känd för att ha varit delaktig i komediprogrammet Mad TV mellan åren 2008 och 2009. Hon studerade även medicin vid Emory University i Atlanta (Druid Hills), med tidigare planer på att bli läkare.
Erica Ash avled i cancer den 28 juli 2024.

## Filmografi (i urval)

### Filmer
- 2013 – Scary Movie 5
- 2017 – A Little Something for Your Birthday (i USA mer känd som All I Wish)
- 2018 – Uncle Drew
- 2023 – We Have a Ghost

### TV-serier
- 2008–2009 – Mad TV (TV-serie)
- 2009 – Cold Case (TV-serie)
- 2016 – Hell's Kitchen (TV-serie)
- 2019 – RuPauls dragrace: All Stars (TV-serie)
- 2019 – Legacies (TV-serie)
- 2019 – Återförenade (TV-serie) (även 2021)
- 2020 – Bless the Harts (TV-serie)
- 2021 – A Black Lady Sketch Show (TV-serie)